# Palazzo dell’Antella
A Palazzo dell'Antella az olaszországi Firenzében található, a Piazza di Santa Croce téren. Giulio Parigi tervezte, 1619-ben építették fel. A homlokzatán látható freskó 27 nap alatt készült el, ami annak köszönhető, hogy Giovanni da San Giovanni vezetésével 12 festő dolgozott a képen. A kapu felett II. Cosimo nagyherceg mellszobra látható.